# Milton Sayler

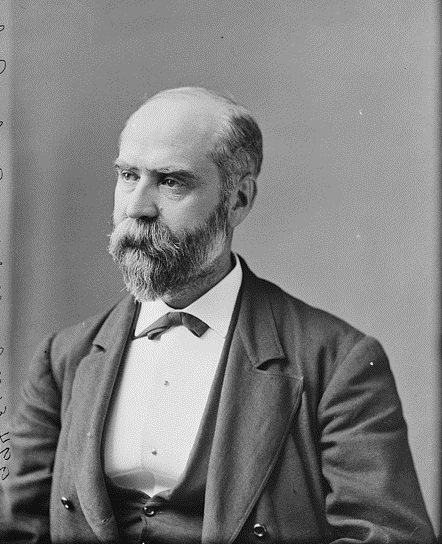
Milton Sayler

Milton Sayler (* 4. November 1831 in Lewisburg, Ohio; † 17. November 1892 in New York City, New York) war ein US-amerikanischer Politiker der Demokratischen Partei. Von 1873 bis 1879 war er Mitglied des Repräsentantenhauses der Vereinigten Staaten für den 1. Kongressdistrikt des Bundesstaates Ohio.

## Biografie
Milton Sayler wurde in Lewisburg geboren. Dort besuchte er die öffentlichen Schulen. Sein Jurastudium schloss er 1852 an der Miami University ab. Er wurde als Rechtsanwalt zugelassen und eröffnete eine Anwaltskanzlei in Cincinnati. 1862 und 1863 war er Mitglied des Repräsentantenhauses von Ohio. Im Stadtrat von Cincinnati saß er 1864 und 1865. 
Bei den Kongresswahlen 1872 wurde er als Vertreter des 1. Distrikts von Ohio ins US-Repräsentantenhaus gewählt. Er saß für insgesamt drei Legislaturperioden im Repräsentantenhaus. Während seiner Zeit im Repräsentantenhaus war er Vorsitzender (Chairman) des United States House Committee on Public Lands (heute: United States House Committee on Natural Ressources). Seinen Sitz verlor er bei den Kongresswahlen 1878 an seinen republikanischen Gegenkandidaten Benjamin Butterworth. Sayler zog nach New York City, um dort wieder als Anwalt tätig zu werden.
1892 starb er in New York City. Sein Leichnam wurde auf dem Spring Grove Cemetery in Cincinnati beigesetzt.
Sein Cousin Henry B. Sayler saß von 1873 bis 1875 für Indiana Repräsentantenhaus.